# Vlag van Dallas

Vlag van Dallas

De vlag van Dallas werd aangenomen op 13 februari 1967 als de officiële vlag van de stad Dallas. Hij wordt horizontaal doorsneden door een dunne witte lijn (ongeveer 1/27e van de hoogte van de vlag) met een donkerrood veld aan de bovenkant en een donkerblauw veld aan de onderkant. Een grote, witte vijfpuntige ster (ongeveer 14/15e van de hoogte van de vlag) is afgebeeld op de vlag en bevat het stadszegel in vaalgeel en zwart. De vlag werd ontworpen door E. L. Gilchrist.
De vlag die tussen 1916 en 1967 in gebruik was (hoewel hij pas in 1954 werd gemaakt) was een niet-rechthoekige vlag (vergelijkbaar met de vlag van Ohio) die blauw gekleurd was, maar in tegenstelling tot de huidige vlag is er geen dunne witte lijn. In het midden van de vlag staat de staat Texas in het wit met een ster en de naam "Dallas" die de positie van de stad in de staat aangeeft.
De huidige vlag is ontworpen door E.L. Gilchrist en werd officieel aangenomen door de stad Dallas op 13 februari 1967. In 2015 verklaarde Dallas Morning News dat het onwaarschijnlijk was dat de vlag zou veranderen, maar dat het tijd was om hem te veranderen. Dallas Magazine stelde een herontwerp voor met een Pegasus, met de bewering dat het makkelijker zou zijn voor kinderen.

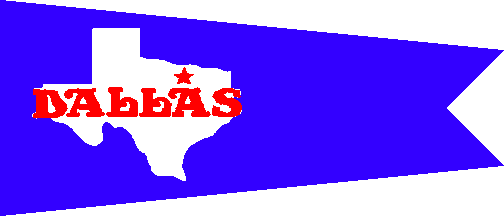
1916–1954
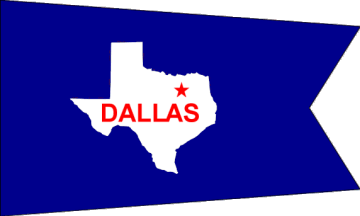
1954–1967